# Orconectes hartfieldi
Orconectes hartfieldi là một loài tôm sông trong họ Cambaridae.